# Mons Memorial Museum

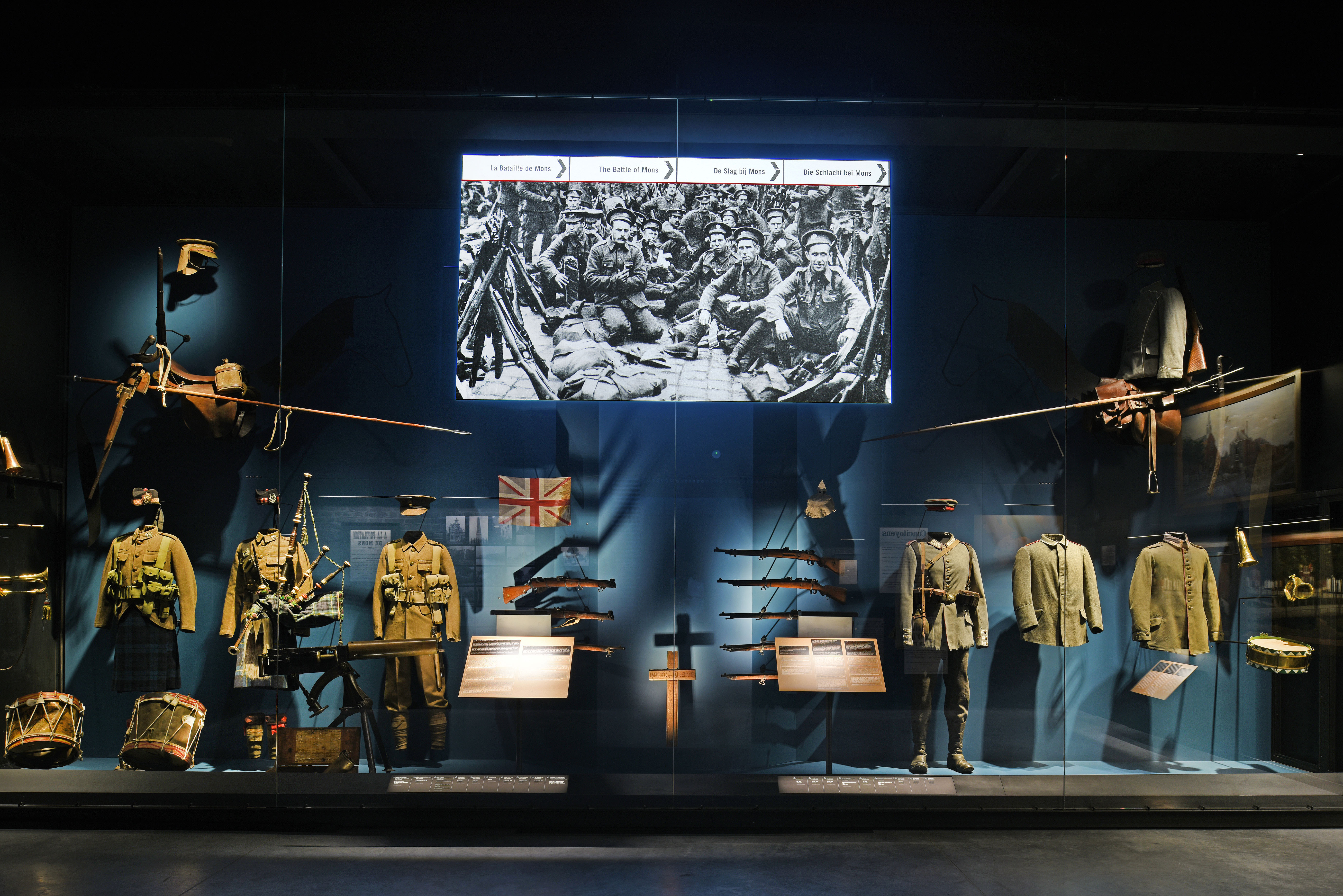
Mons Memorial Museum

Het Mons Memorial Museum is een museum in de Belgische stad Bergen. Het museum werd in 2015 geopend ter vervanging van het vroegere Museum voor Krijgsgeschiedenis (Musée d’Histoire militaire de Mons). Het museum werd gevestigd in de site van de voormalige Machine à Eau, een complex dat tussen 1871 en 1961 voor drinkbaar water zorgde in Bergen.
In het museum wordt een uitgebreide collectie militaire voorwerpen tentoongesteld van de middeleeuwen tot de 20ste eeuw. Bijzondere aandacht in het multimediale museumparcours gaat naar de Eerste Wereldoorlog en de Tweede Wereldoorlog, met getuigenissen van Belgen, Canadezen, Amerikanen, Britten en Duitsers.

## Afbeeldingen

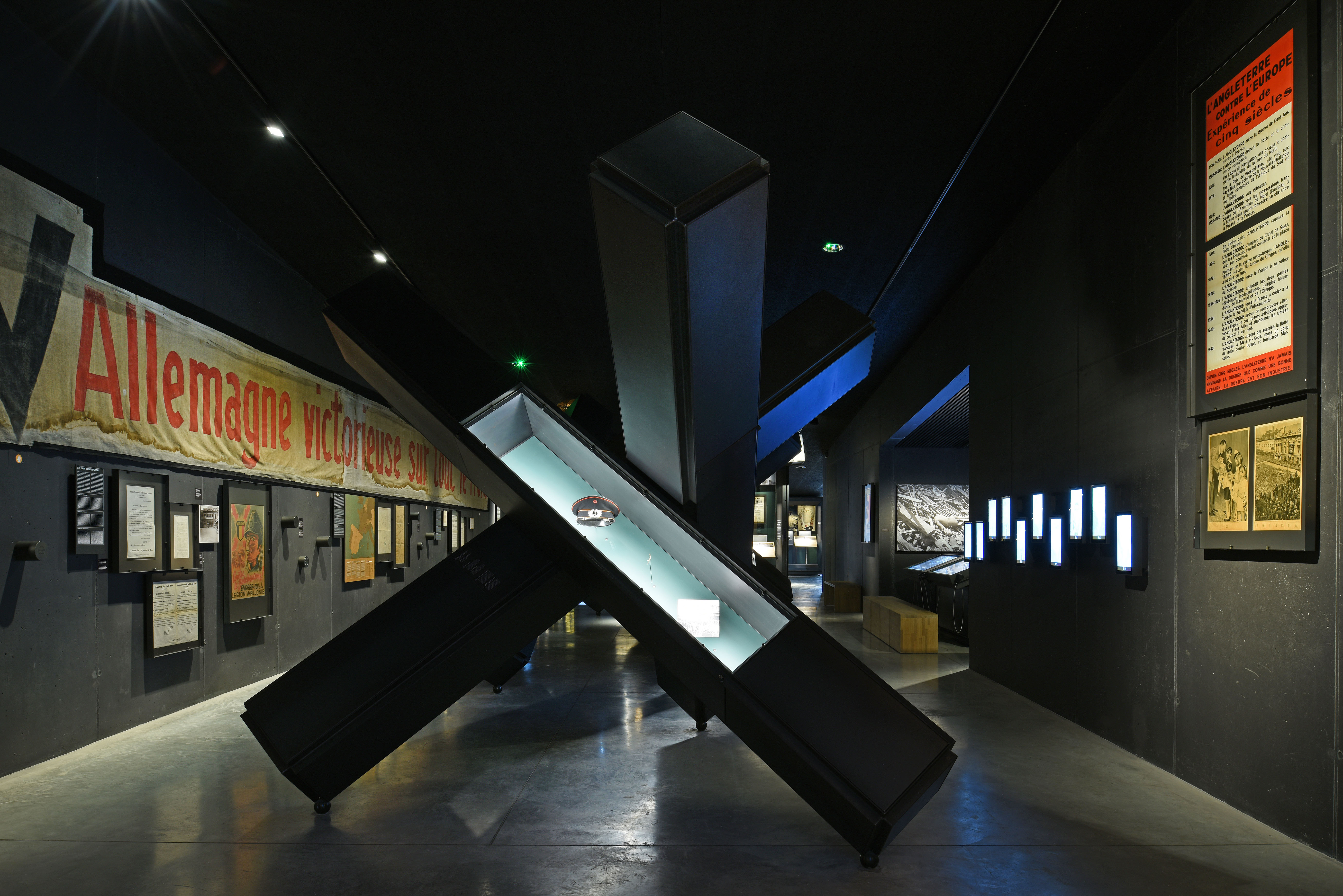
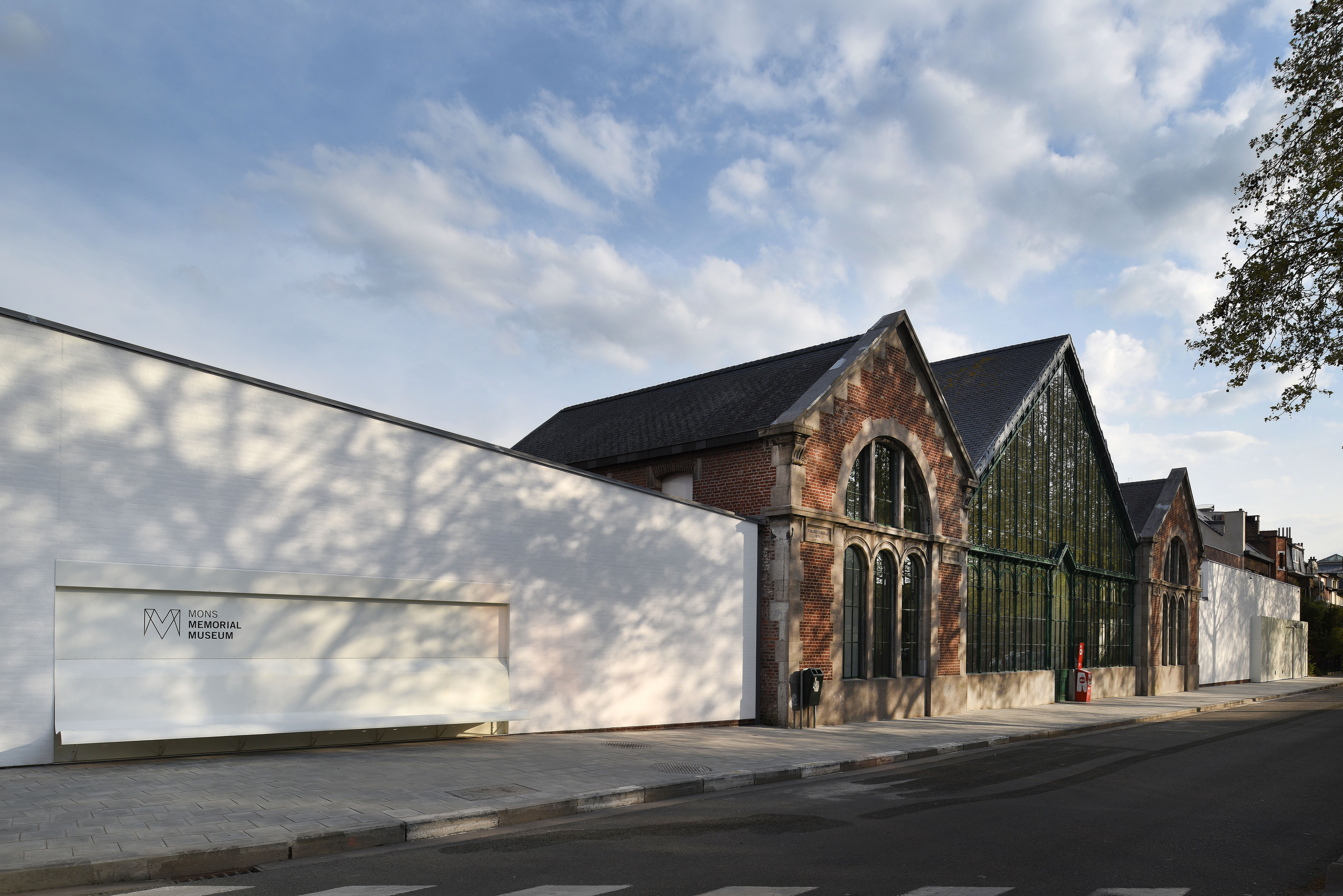